# Marijan Klemenc
Marijan Klemenc, slovenski ekonomist, organizator dela in politik, * 4. december 1962.
Od leta 2007 je član Državnega sveta Republike Slovenije.